# I. e. 260-as évek
Évszázadok: i. e. 4. század – i. e. 3. század – i. e. 2. század
Évtizedek: i. e. 300-as évek – i. e. 290-es évek – i. e. 280-as évek – i. e. 270-es évek – i. e. 260-as évek – i. e. 250-es évek – i. e. 240-es évek – i. e. 230-as évek – i. e. 220-as évek – i. e. 210-es évek – i. e. 200-as évek
Évek: i. e. 269 – i. e. 268 – i. e. 267 – i. e. 266 – i. e. 265 – i. e. 264 – i. e. 263 – i. e. 262 – i. e. 261 – i. e. 260